# Urânia Vanério
Urânia Vanério de Argollo Ferrão (Salvador, 14 dicembre 1811 – Salvador, 3 dicembre 1849) è stata un'insegnante, traduttrice e scrittrice brasiliana, nota per il componimento Lamentos de uma Baiana, che scrisse quando aveva dieci anni, e che parla della sua esperienza durante la guerra brasilio-portoghese del 1822.

## Biografia

### Origini
Urânia Vanério de Argollo Ferrão nacque a Salvador il 14 dicembre 1811, figlia di Euzébio Vanério e Samoa Angelica Vanério, entrambi educatori portoghesi di modesta condizione socio-economica.
Fu incoraggiata allo studio fin dall'infanzia e arrivò a parlare tre lingue straniere (inglese, francese e italiano), oltre a saper ricamare, disegnare e suonare diversi strumenti. La sua educazione e la sua bellezza le valsero l'ammirazione locale.

### Lamentos de uma Baiana
Lamentos de uma Baiana ("Lamenti di una ragazza baiana") è un componimento poetico che Urânia scrisse fra il 19 e il 22 febbraio 1821, quando aveva dieci anni. Il tema del componimento era la sua opposizione al governo filo-portoghese di Inácio Luís Madeira de Melo.
La poesia venne pubblicata il 12 ottobre 1822 sul Diário do Rio de Janeiro, con l'età dell'autrice indicata in modo errato. Il compenso pagato fu di 80 réis. In seguito, anche se il componimento mantenne la sua fama, la paternità originale fu dimenticata per circa due secoli, prima della riscoperta nel XXI secolo.
Il testo parla della preoccupazioni per l'esito della guerra e per il destino della famiglia, in particolare per il padre, portoghese, che tentò di rassicurarla dichiarando che, malgrado le sue origini, lui era brasiliano, e fa riferimento all'omicidio di suor Joana Angelica, uccisa a colpi di baionetta dalle truppe portoghesi che fecero irruzione nel convento di Lapa. Esprimeva anche sostegno alla causa dell'indipendenza del Brasile e ripudiava i conflitti generati dalla Carta reale dell'8 luglio 1820, che concedeva l'indipendenza a Sergipe.

### Gioventù
Mesi dopo, la sua famiglia si trasferì nel Recôncavo baiano e poi, nel 1823, nello Stato di Sergipe, per assecondare la carriera politica del padre, che si concluse con la sua detenzione per disordini politici.
Urânia e la madre tornarono a Salvador, dove lavorarono nella scuola Desejo da Ciência para a educação da mocidade baianense, fondata proprio dai genitori di Urânia. Scontata la pena, il padre le raggiunse e ricominciò a lavorare per il giornale O Grito da Razão.
Il 21 aprile 1825 Urânia chiese all'imperatore Pietro I la licenza per aprire una scuola femminile, che le fu concessa il 28 aprile.

### Vita adulta
Il 1º marzo 1827, a 15 anni, Urânia sposò il capitano Felisberto Gomes de Argollo Ferrão (1802-1876), figlio di una delle famiglie più ricche della provincia.
L'11 dicembre 1827 il Diário do Rio de Janeiro annunciò la pubblicazione dell'opera "Triumpho do Patriotismo, Novela Americana" di M. de Florian nella traduzione di Urânia, il che ne farebbe la prima traduttrice brasiliana, un decennio prima di Nísia Floresta.
Urânia e suo marito continuarono a vivere a Salvador e a lavorare nelle scuole di famiglia. In ventidue anni di matrimonio ebbero tredici figli, di cui undici sopravvissuti all'infanzia.

### Morte
Urânia morì il 3 dicembre 1849, a causa di un'infezione contratta dopo il parto del suo tredicesimo figlio, che le causò un attacco di febbre puerperale, e venne sepolta nella chiesa della Santa Casa della Misericordia, insieme a illustri personaggi locali.
Le sue figlie seguirono le sue orme e divennero insegnanti, i suoi figli uomini d'affari e politici, anche di un certo spicco a livello nazionale.

## Eredità
Nel 2014 gli autori della raccolta "Guerra Literária" (2014) hanno descritto "Lamentos de uma Baiana" come la più "... oltraggiata e dolorosa protesta contro l'azione delle truppe del generale Madeira de Melo, espressa con un linguaggio semplice e diretto...", ma senza indicare il nome dell'autrice.
Urânia Vanério è anche stata al centro degli studi della dottoressa Patricia Valim, storica femminista, alla quale va attribuito il merito della riscoperta di Urânia come legittima autrice del componimento.
Nel bicentenario dell'indipendenza del Brasile, Urânia è stata protagonista di un podcast prodotto da Antonia Pellegrino, Mulheres na Independência, e di un episodio della serie 1822 - Uma Conquista dos Brasileiros prodotta da Fantástico.